# Volcán Isluga
Volcán Isluga är en kon i Chile.   Den ligger i regionen Región de Tarapacá, i den norra delen av landet, 1 600 km norr om huvudstaden Santiago de Chile. Toppen på Volcán Isluga är 5 502 meter över havet.
Terrängen runt Volcán Isluga är huvudsakligen kuperad, men norrut är den bergig. Trakten runt Volcán Isluga är nära nog obefolkad, med mindre än två invånare per kvadratkilometer.. 
Omgivningarna runt Volcán Isluga är i huvudsak ett öppet busklandskap.